# Zincatura
La zincatura è il processo mediante il quale viene applicato un rivestimento di zinco su un manufatto metallico, generalmente di acciaio, per proteggerlo dalla corrosione galvanica. Questo rivestimento, infatti, limita la formazione di microcelle elettrolitiche con azione anodica sui bordi di grano.
Lo zinco è meno elettronegativo (cioè meno nobile) dell'acciaio, quindi, in caso di rotture o porosità del film protettivo, esso stesso diventa l'anodo sacrificale nella corrosione elettrolitica e si consuma se c'è chiusura delle linee di campo.
Il processo di zincatura può avvenire secondo queste metodologie:
- zincatura[2] a caldo;
- zincatura a caldo continua;
- zincatura a fuoco;
- zincatura elettrolitica (anche detta zincatura galvanica);
- zincatura a freddo;
- zincatura a spruzzo.

Si presti attenzione al fatto che gli impianti che effettuano i trattamenti di zincatura a caldo sono detti zincherie mentre quelli che effettuano trattamenti di zincatura galvanica sono detti zincature.

## Storia
In Italia il primo impianto di zincatura a caldo venne aperto nel 1883 a Milano per volere di Luigi Origoni. Origoni intuì per primo la necessità di preservare l'acciaio dalla corrosione per favorire lo sviluppo dell'industria lombarda. Per riuscire nel progetto convocò dall'Inghilterra tecnici in grado di avviare l'impianto.

## Zincatura a caldo
Con l'espressione "zincatura a caldo" si intende l'immersione di manufatti (generalmente in acciaio) in un bagno di zinco fuso mantenuto ad una temperatura media di 450 °C che determina la ricopertura del manufatto con un sottile e resistente strato di zinco. Nel caso della zincatura a caldo lo strato di zinco ha uno spessore molto superiore a quello ottenuto con la zincatura elettrolitica, ciò è dovuto al metodo di somministrazione dello strato protettivo.
Il processo può essere suddiviso nelle seguenti fasi, separate una dall'altra:
- sgrassaggio e decapaggio: ottenuti con tensioattivi e acido cloridrico;
- flussaggio: immersione in soluzione di ammonio cloruro e zinco cloruro;
- zincatura: immersione, dopo preriscaldamento a 100 °C, in vasca di zinco fuso a 450 °C per il tempo necessario a far raggiungere all'acciaio la stessa temperatura dello zinco;
- raffreddamento: in aria o in acqua a cui può seguire un trattamento di passivazione.

L'immissione in piccole e precise dosi di nichel, o ancor meglio di alluminio, nella vasca di zincatura conferisce al trattamento un migliore controllo sulla reattività dell'acciaio, sul rivestimento applicato e sugli spessori minimi di zinco richiesti dalle normative del settore. L'aggiunta di alluminio permette inoltre di migliorare la resistenza alla corrosione del rivestimento zincato e le sue qualità funzionali ed estetiche. La sostituzione del piombo presente nel bagno di zincatura con il bismuto (basso - fondente) limita un aspetto inquinante del processo, preservando tuttavia le qualità protettive della zincatura.
La vasca che contiene lo zinco fuso è soggetta a un lento e costante processo di erosione, a causa dell'elevata temperatura raggiunta e degli agenti chimici in contatto con le pareti, tra cui fosforo, silicio, zolfo. Lo stato di corrosione è valutabile attraverso tecnologie diagnostiche che elaborano i parametri di spessore della vasca con una sonda ultrasonora rivestita di alluminio e collegata a un computer esterno.

### Zincatura a caldo continua
Il processo continuo (Sendzimir) è molto simile a quello a caldo, ma viene effettuato su nastri o fili d'acciaio, permettendo di trattare in maniera continua e rapida grosse quantità di materiale. 
Il materiale viene srotolato, fatto passare in vasche che effettuano i cicli di preparazione dello stesso, introdotto in un forno che lo porta a una temperatura uniforme ed infine fatto passare per una vasca contenente una lega fusa di zinco ed alluminio, quest'ultimo in percentuale dello 0,17-0,20%. La vasca può essere riscaldata in vari modi: con le resistenze elettriche, con una cappa e la fiamma a contatto dello zinco oppure con dei bruciatori immersi. 
Per rimuovere il materiale in eccesso ed uniformare la distribuzione dello zinco ci sono due metodi:
- con dei tamponi in cui viene schiacciato il film, lasciando un sottile strato di rivestimento.
- con delle "lame d'aria", il filo passa attraverso delle "busette" e con l'azoto o con l'aria si rimuove l'eccesso di materiale, questa tecnica è anche detta "tripla zincatura".

Il materiale viene successivamente raffreddato e riavvolto in bobine (per il filo) o coils (per il nastro).
La continuità del processo viene ottenuta saldando la coda di un nastro alla testa di quello successivo.

## Zincatura elettrolitica
Anche detta zincatura galvanica (o più semplicemente galvanizzazione) prevede, come in precedenza, la preparazione del pezzo con pre-sgrassaggio, decapaggio e sgrassaggio. Successivamente il processo si differenzia di molto dai due precedenti: il materiale è immerso in una soluzione elettrolitica contenente sali di zinco e viene indotto un passaggio di corrente tra il pezzo e la soluzione che fa depositare lo zinco metallico sulla superficie del pezzo stesso.

## Zincatura a freddo
La zincatura a freddo non è una zincatura nel senso stretto del termine. Mentre per le sopracitate zincature si ottiene uno strato di zinco metallico, che con le dovute cautele, si può considerare puro, questa tecnica è più assimilabile a una verniciatura. 
Infatti si parla di vernice a base di resine sintetiche e zinco metallico, in cui la resina agisce da legante, mantenuto fluido fino all'applicazione di solventi in genere alifatici.
La zincatura a freddo viene applicata come una normale vernice di fondo con il potere antiossidante sempre legato all'azione galvanica dello zinco. 
La preparazione del manufatto da zincare avviene, quindi, come per ogni normale manufatto da verniciare:
- asportazione della calamina eventualmente presente (tramite sabbiatura o semplice pulizia manuale);
- sgrassatura del manufatto (eventualmente necessaria per superfici nuove);
- spolveratura della superficie.

Essendo considerata una vernice di fondo su di essa viene poi passata un'altra verniciatura detta di finitura con cui si dà anche il colore finale al manufatto.
È importante che il prodotto non venga in contatto con occhi e pelle e che non ne vengano inalati i vapori ed è dunque necessario adottare le opportune precauzioni, soprattutto nei casi in cui si impieghino bombolette spray in presenza di vento.

## Zincatura a spruzzo
La zincatura a spruzzo consiste nello spruzzare lo zinco fuso, finemente polverizzato, sulla superficie dell'acciaio preventivamente sabbiato a metallo bianco. La caratteristica dello zinco è quella di formare uno strato denso ed aderente che ha una bassissima velocità di corrosione. Lo zinco è anodico rispetto al ferro o all'acciaio di base e si corrode sacrificandosi al loro posto proteggendoli dalla ruggine quando il rivestimento viene danneggiato.
Essa viene eseguita con pistole aventi un dispositivo di fusione e polverizzazione ed uno di alimentazione del filo di zinco. La fusione è assicurata da un arco elettrico oppure da una pistola a gas (meno usata). Con tale processo si spruzzano anche fili di alluminio, rame, ottone, bronzo e acciaio inossidabile.